# Marie Poissonnier
Marie Poissonnier (ur. 4 maja 1979 w Clermont-Ferrand) – francuska lekkoatletka specjalizująca się w skoku o tyczce.

## Osiągnięcia
- 12. lokata w halowych mistrzostwach świata (Maebashi 1999)
- 2. miejsce podczas Superligi Pucharu Europy (Paryż 1999)
- brązowy medal igrzysk śródziemnomorskich (Tunis 2001)
- mistrzostwo Francji (2002)
- 3. lokata na Superlidze Pucharu Europy (Florencja 2003)
- awans do 12-osobowego finału mistrzostw świata (Paryż 2003), w finale (podobnie jak Islandka Þórey Edda Elísdóttir) nie zaliczyła żadnej wysokości i nie została sklasyfikowana
- wielokrotna rekordzistka kraju[1]

Poissonnier dwukrotnie reprezentowała Francję podczas igrzysk olimpijskich. Oba starty (Sydney 2000 & Ateny 2004) kończyła na eliminacjach zajmując odpowiednio 18. i 31. miejsce.

## Rekordy życiowe
- skok o tyczce - 4,46 (2002)
- skok o tyczce (hala) - 4,40 (2003)